# فيرانتي
كانت شركة فيرانتي الدولية شركة متخصصة في الهندسة والمعدات الكهربائية في المملكة المتحدة، وقدم عملت لأكثر من قرن؛ وذلك من عام 1884 حتى أفلست في عام 1993. وقد عملت الشركة في مجال أنظمة الكهرباء والإلكترونيات الدفاعية، وقد بدأت في عام 1951 ببيع أول حاسوب تجاري باسم «فيرانتي مارك 1».